# Диарра, Сулейман
Сулейма́н Диарра́ (фр. Souleymane Diarra; 30 января 1995 года, Бамако, Мали) — малийский футболист, полузащитник.

## Клубная карьера
В августе 2015 года Диарра присоединился к венгерскому клубу «Уйпешт», подписав с ним трёхлетний контракт.
3 августа 2019 года малиец перешёл в «Газиантеп», впервые вышедший тогда в турецкую Суперлигу, заключив с ним соглашение сроком на три года.

## Карьера в сборной
Сулейман Диарра входил в состав молодёжной сборной Мали, достигшей на чемпионате мира 2015 года стадии полуфинала. Он также принимал участие в Тулонском турнире 2016 года, где играли сборные до 20 лет. За взрослую сборную Мали Диарра дебютировал 29 июня 2016 года, в товарищеском матче с Китаем, в котором он был удалён с поля на 38-й минуте.